# Chapelle Notre-Dame de la Merci (Clermont-Ferrand)
La chapelle Notre-Dame-de-la-Merci est située à Clermont-Ferrand, avenue d'Italie, à la périphérie du quartier Centre-Ville. C'est une chapelle, de type moderne, dédiée à Notre-Dame de la Merci et au sein de laquelle est pratiqué le rite tridentin appelé aussi forme extraordinaire du rite romain.

## Historique
L'abbé Paul Aulagnier, enfant du pays (né à Ambert) envoyé en mission par Mgr Lefebvre, parcourut le Puy-de-Dôme en 1976 et y tint maintes conférences sur la messe et sur la foi qui furent synthétisées dans le livret La raison de notre combat: la messe catholique. Dans le même temps, il prit contact et agit de concert avec les associations de laïcs entrés en résistance afin de conserver l'ancienne messe. Cela aboutit à la création, dans la région, de plusieurs chapelles traditionalistes dont celle de Clermont-Ferrand rachetée au cinéma Vox (films pornos). Depuis lors, les prêtres de la Fraternité sacerdotale Saint-Pie-X, affiliés au prieuré de l'Enfant-Jésus à Plauzat, assurent les offices de Notre-Dame-de-la-Merci.